# 変身物語集

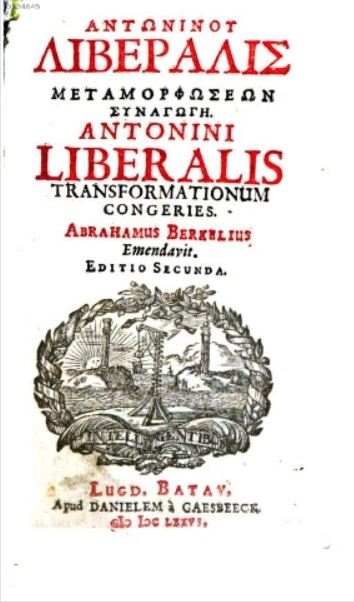
Antoninus Liberalis Transformationum congeries, 1676 edition

『変身物語集』（へんしんものがたりしゅう、古希: Μεταμορφώσεων Συναγωγή）または『メタモルフォーシス』（古希: Μεταμόρφωσις）は、2世紀のローマ帝国にいた解放奴隷と推定されるアントーニーヌス・リーベラーリスによる、変身譚41話を収録した物語集。
古典ギリシア語によって執筆され、オウィディウスの『変身物語』などの先行作品にはない物語なども記述されている。原本は現存していないが、9世紀にコンスタンティノポリスで作られたと見られる写本が、ドイツのハイデルベルク大学に保管されている。

## 変身物語の集成
1. クテーシュラ
2. メレアグリデス
3. ヒエラックス
4. クラガレウス
5. アイギュピオス
6. ペリパース
7. アントス
8. ラミアー、あるいはシュバリス
9. エーマティスたち
10. ミニュアデス
11. アエードーン
12. キュクノス
13. アスパリス
14. ムーニコス
15. メロピス
16. オイノエー
17. レウキッポス
18. ヘーロポス
19. ポーレス
20. クレイニス
21. ポリュポンテー
22. ケラムボス
23. バットス
24. アスカラボス
25. メーティオケーとメニッペー
26. ヒュラース
27. イーピゲネイア
28. テューポーン
29. ガランティス
30. ビュブリス
31. メッサピオイ人（英語版）たち
32. ドリュオペー
33. アルクメーネー
34. スミュルナー
35. レートーを追い払った牛飼いたち
36. パンダレオス
37. ディオメーデース麾下のドーリア人たち
38. ペーレウスの狼
39. アルケオポーン
40. ブリトマルティス
41. プロクリスの狐

## 日本語訳
- アントーニーヌス・リーベラーリス『メタモルフォーシス ギリシア変身物語集』安村典子訳、講談社文芸文庫、2006年3月。ISBN 4-06-198436-5。